# 沈阳北关教会

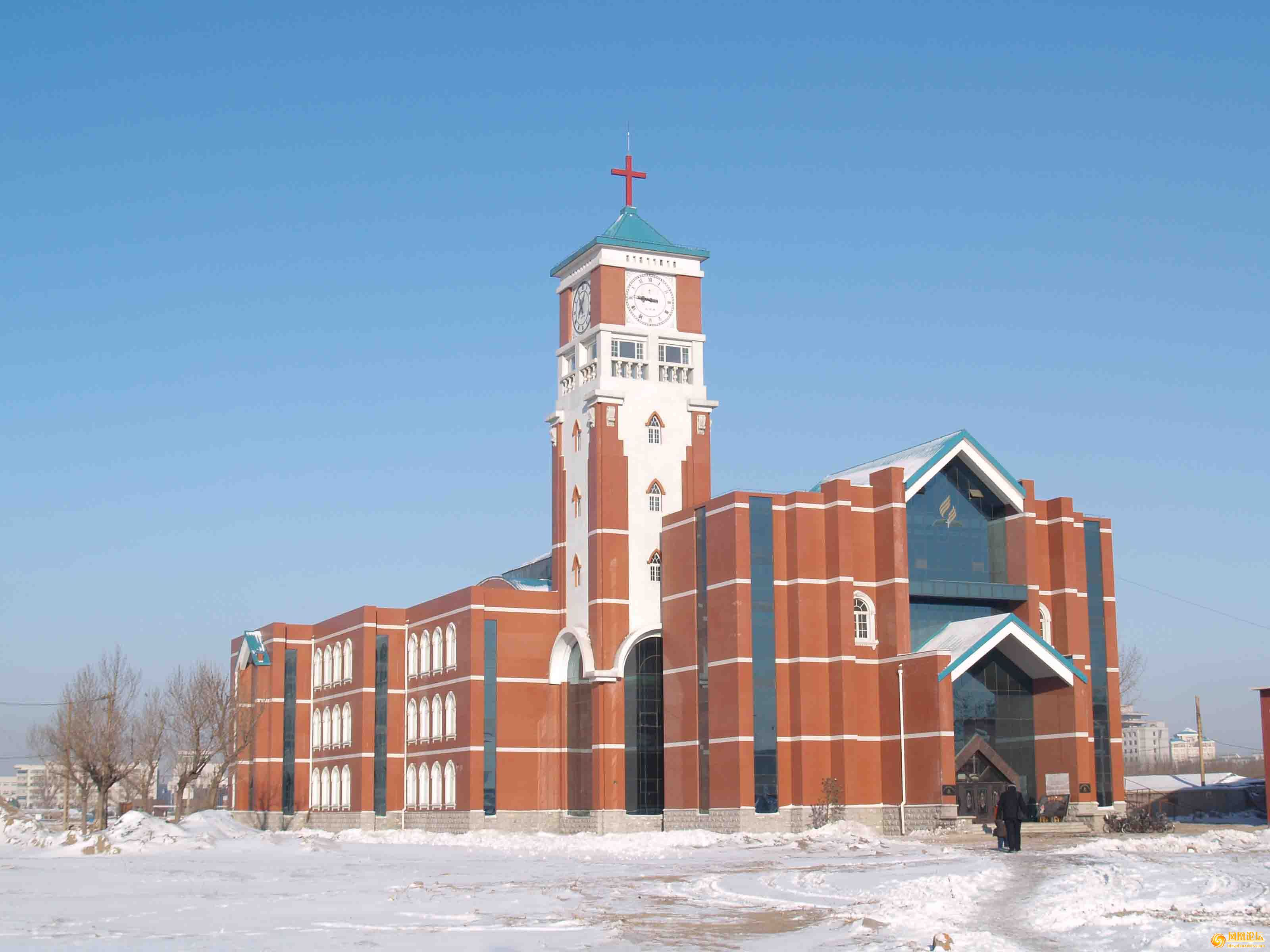
沈阳北关教会冬景

瀋陽北關教會是瀋陽乃至遼寧省最大的基督教會。是屬於基督復臨安息日會的教會，也是全中國最大的基督復臨安息日教會。同時瀋陽北關教會也實際上擔負過去“基督復臨安息日會遼寧區會”的工作事實，管理遼寧省內的基督復臨安息日會工作。北關教會堂主任牧師為郝雅傑牧師。

## 歷史
基督復臨安息日會始于1914年來到瀋陽地區宣教發展教會。于2015年在瀋陽小北門里建立教會。小北門裡教堂于2013年4月12日被强迁，导致一系列社会问题和大规模冲突，请见北门里事件。
根据《基督复临安息日会年鉴》记载，沈阳教会在1914年成立满洲区会，之后名称随着时局的变化一直发生改变。
1914年至1942年：奉天區會Mukden Mission
1942年至1946年：南滿區會South Manchurian Mission
1946年至1950年：遼安區會Liao An Mission
1950年至文革：遼河區會Liao He Mission

大跃进时期，基督复临安息日会成立基督复临安息日会中国三自改革委员会。
文革开始，教会聚会中断，教会转入地下聚会。
文革之後，基督復臨安息日會在瀋陽重新開始宣教，安息日會少部份教友被政府安置在瀋陽東關教會內聚會，後來由於人數不斷增多，被政府批准在“瀋陽市大東區大北關街58甲”建立新教堂。

## 現狀
目前北關教會註冊教友為7000人，每週安息日聚會超過2000人，管理全省128個基督復臨安息日會教會。專職傳道人為300人，義工500人，牧師一人，長老16人。《復臨世界評論》美国评阅宣报出版社，2009年第8期 （页面存档备份，存于）
基督复临安息日会会长曾两度莅临沈阳北关教会。

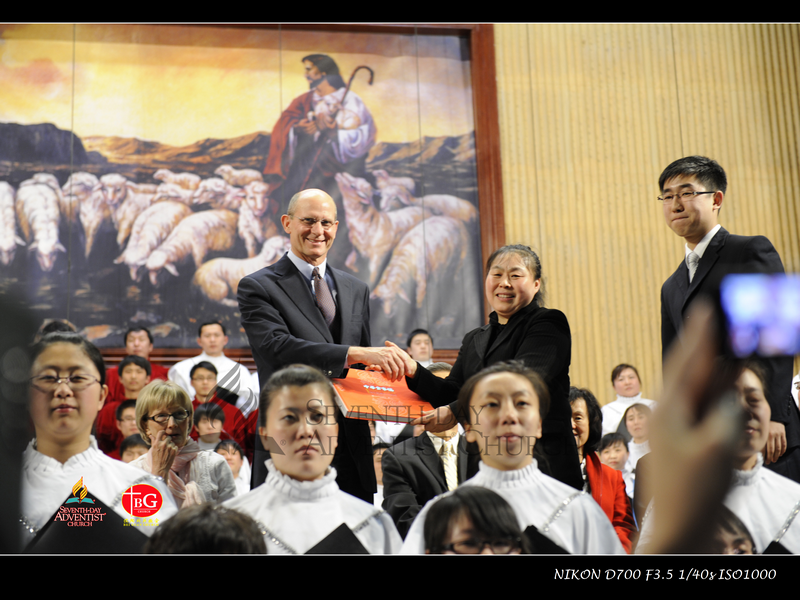
2012年魏泰德牧师莅临沈阳北关教会，郝雅杰牧师赠送礼物。

2009年时任基督复临安息日会会长杨宝生牧师访问沈阳北关教会。
2012年4月5日基督复临安息日会会长魏泰德牧师（Ted Wilson）访问沈阳北关教会。
沈阳北关教会由于属于基督复临安息日会教会，故与沈阳市基督教三自运动委员会和基督教协会，关系颇为微妙。
近日来，由于沈阳市基督教协会将其下属的北门里教会出卖给房地产开发商，导致北关教会信徒，极其愤慨，于今年年初起开始有一系列社会问题，请见北门里事件。

受北门里事件影响，2013年4月20日晚10点钟，有100多名中国公安警察，冲入沈阳北关教会，将房门逐一踢开。将包括堂主任郝雅杰牧师在内的20多名教会领袖带走。